# ミヤマヨメナ
ミヤマヨメナ（深山嫁菜、学名：Aster savatieri ）は、キク科シオン属の植物。春に開花する数少ない野菊の一つである。園芸植物としてよく知られるミヤコワスレは本種の園芸品である。

## 特徴
多年生の草本。地下茎は這う。地上の茎は立ち上がって高さ20-50cmに達し、普通は束になって出る。根出葉はロゼット状で長い柄があり、開花時にも存在する。葉身は長楕円形で、時には卵状楕円形の場合があり、その大きさは長さ3.5-6cm、幅は2.5-3cm。先端は鋭く尖るかまたは鈍く尖り、縁には荒い鋸歯がある。また葉質は柔らかく、その両面には細かな毛がある。
花は5-6月に咲く。伸びた枝の先に単独で生じ、総苞は半球形で長さ6mm、個々の鱗片は2列に並んで全てほぼ同長で草質で先端は尖るか突き出して尖り、縁に細かな毛がある。花は縁に1列の舌状花が並んでいて淡青紫色で径3.5-4cm。内側の筒状花は黄色で花冠の長さ4.5mm。舌状花はほとんど白くなることもある。種子（果実・痩果）は倒卵状長楕円形で少し扁平になっており、冠毛はない。
和名は深山に生えるヨメナの意である。別名であるノシュンギクの名は野菊としては珍しく春に咲くことによる。
種小名はフランスの植物学者サヴァティエ(P. A. Savatier)にちなむ。

## 分布と生育環境
本州から九州に分布し、温帯下部に生育する。山地に生え、木陰に生じる。

## 分類
本種はかつては種子に冠毛がないことなどからシオン属と区別され、ミヤマヨメナ属としてきた。その属名としては Gymnaster が使われたこともあり、またこの学名が別の分類群に先取権があったとして Miyamayomena が使われたこともあるが、現在は上記のようにシオン属に含める。
本種と同じくかつてMiyamayomena としたものにチョウセンシオン（チョウセンヨメナ A. koraiensis) は大正年代に持ち込まれて栽培されるようになっている。
変種のシュンジュギク var. pygmaea は春に咲いてその寿命が長いことから春寿菊の名を持つ。三重県朝熊ヶ岳と高知の蛇紋岩地帯に知られる。

## ミヤコワスレ

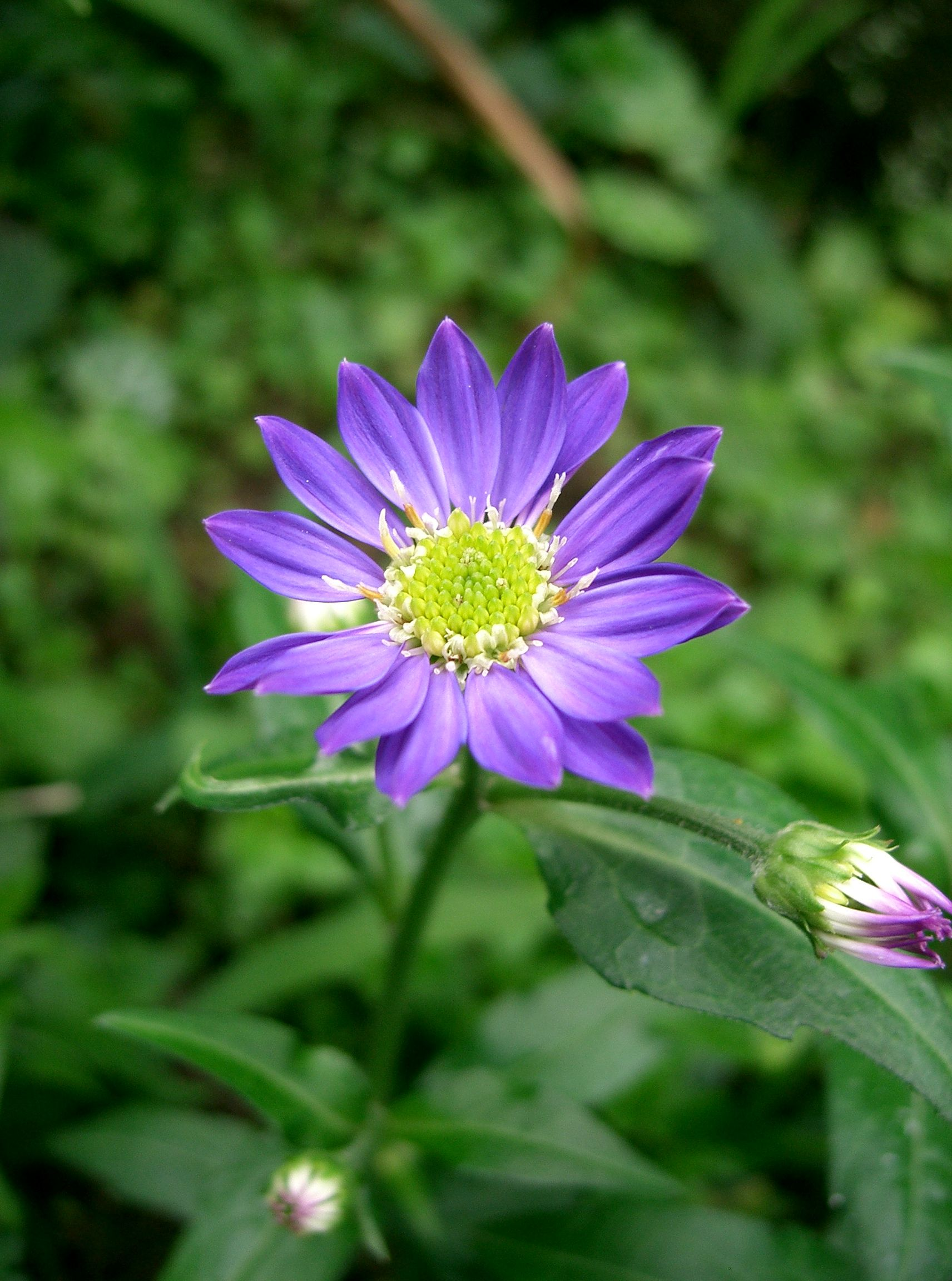
花

ミヤマヨメナの日本産園芸品種として多く栽培され、開花期は5〜6月頃である。
ミヤコワスレの名は、鎌倉時代に承久の乱に敗れた順徳天皇が北条家によって佐渡島に流された際に、この花を見て心を慰め、都恋しさを忘れたとの伝承による。この由来によって花言葉は「別れ」や「しばしの憩い」などといわれる。ただし栽培の歴史は江戸時代からとされる。文化2年(1805)には既に記録があり、これ以前から栽培されていたと見られる。花色は紫・桃・白などもあるが、もっとも好まれるのは紫であり、切り花でミヤコワスレとして流通するのは紫のものだけである。種子には稔性がなく、株分けでのみ繁殖させる。
切り花栽培は静岡県西遠地方で古くから盛んで、草丈を伸ばして開花を促進させるのが特に技術を要する点であったという。これには後にジベレリンが用いられるようになった。
元園芸部員でラーメン店経営者だった佐野実が好きな花としてあげている